# Раскопки (телесериал)
«Раскопки» — драматический сериал производства BBC о команде археологов, действие которого происходит в вымышленном университете Уэссекса. Его премьера состоялась 8 июля 2008 года, сериал длился 1 сезон.
Сценарий написан создателями телесериалов «Жизнь на Марсе» и «Прах к праху», Мэтью Грэхэмом и Эшли Фароа. Продюсеры — Мишель Бак и Дэмиен Тиммер из компании «Mammoth Screen Ltd» совместно с «Monastic Productions». Археолог и академик Бристольского университета Марк Хортон выступил в качестве консультанта по археологии. Эдриан Лестер описал программу так: «„C.S.I.“ соединяется с Индианой Джонсом[…] Есть составляющая уголовно-процессуального шоу, составляющая научного, составляющая теории заговора — и есть большая скрытая тайна, которая проходит через весь шестисерийный фильм»…
Большая часть сериала была снята в Бате, графство Сомерсет, в таких локациях, как кампус Университета Бата (в котором не преподаются курсы археологии). Также съёмки проходили в форте Brean Down и Kings Weston House (оба использованы во 2 эпизоде), Chavenage House в эпизодах 5 и 6 и Sheldon Manor.
21 ноября 2008 года журнал Broadcast сообщил, что шоу не продлят на второй сезон.

## Персонажи
- Доктор Джиллиан Мэгвильд — главный археолог команды, которую играет Джули Грэм. Магвильд сильная, уверенная в себе женщина, не боится брать на себя ответственность. Когда дело доходит до её отношений с командой, она менее властна и прислушивается к своей интуиции. Её отношение к Вив немного язвительное, но со временем она видит многое от себя в Вив, поэтому перестаёт задирать её.
- Вивьен (Вив) Дэвис — молодой и многообещающий археолог, которую сыграла Гугу Мбата-Роу. Доктор Магвильд, кажется, всегда сдерживает её стремление работать и учиться. Её потенциал растёт, и её возможности равны любому из товарищей по команде. Единственное, что её сковывает, — это опыт, который ей необходимо со временем приобрести.
- Доктор Бен Эргха — молодой, признанный археолог, которого играет Адриан Лестер. Он более приветлив к Вив по сравнению с другими, и единственный, кто готов помочь ей приспособиться. Он является значимым персонажем, и большая часть сюжета показана его глазами.
- Профессор Грегори (Долли) Партон — опытный и пожилой мужчина-археолог, которого играет Хью Бонневиль. Партон зачастую считается гласом мудрости и проницательности. Иногда во время работы он замкнут в себе, но при необходимости подключается к команде. Партон — всеми уважаемый, непринужденный и ценный член команды, который повышает концентрацию группы в важных ситуациях.
- Профессор Дэниел Мастиф — играет Майкл Мэлоуни.

## Эпизоды
| # | Название               | Сценарист    | Режиссёр          | Приглашённые актёры | Дата выхода в Великобритании | Зрителей |
| --- | ---------------------- | ------------ | ----------------- | --- | ---------------------------- | -------- |
| 01 | «Воинство Господне»    | Мэтью Грэхэм | Джеймс Стронг     | Пол Рис, Пол Николлс | 8 июля 2008                  | 6.99 млн |
| Застройщики обнаружили арабскую монету (дирахм) на земле, отмеченной для жилищного строительства. Команда археологов находит это загадочным, так как это место находится очень далеко от крестовых походов. В последующем приключении участвуют современные рыцари-тамплиеры, фанатично расистский христианский евангелист и Животворящий Крест. |                        |              |                   | |                              |          |
| 02 | «Воины»                | Эшли Фароа   | Джеймс Стронг     | Бенджамин Уитроу, Уильям Хоуп, Имонн Уокер, Дорин Мэнтл, Фрэнсис Томелти                                                       | 15 июля 2008                 | 5.23 млн |
| Когда тела предполагаемых рабов обнаруживаются в Бристольском заливе, ситуация для команды меняется к худшему, поскольку они сталкиваются с заговором с участием маронов, осады Йорктауна и человека, намеревающегося стать первым чернокожим президентом Америки. |                        |              |                   | |                              |          |
| 03 | «Вечный огонь»         | Мэтью Грэхэм | Сара О’Горман     | Шона Макдональд | 22 июля 2008                 | 4.67 млн |
| После того, как через сайт древнеримских бань можно почувствовать тремор, команда отправляется проверять, что его вызывает. Это приводит к раскрытию истинного поджигателя, ответственного за Великий пожар в Риме, и к любовной связи с самой Боудикой. |                        |              |                   | |                              |          |
| 04 | «Колыбель цивилизации» | Мэтью Грэхэм | Джеймс Стронг     | Сайлас Карсон, Даррелл Д’Силва, Вики Холл, Мэтт Риппи, Дэвид Райалл, Нина Сосанья, Фрэнсис Томелти                             | 29 июля 2008                 | 4.25 млн |
| Кахмил Хаммади, иракский археолог и бывший любовник Джиллиан, прибывает в Бат с культурной делегацией, чтобы вернуть вавилонскую реликвию, разграбленную во время войны в Ираке. Джиллиан скептически относится к Хаммади, полагая, что у него другая причина для посещения, и её подозрения ещё больше укрепляются, когда торговец древностями найден убитым. |                        |              |                   | |                              |          |
| 05 | «Линии войны»          | Том МакРэй   | Ник Харран        | Джеймс Д’Арси, Бёрн Горман, Адам Джеймс, Патрик Монкеберг, Габриэль Шарницки, Филипп Смоликовски, Сэм Шпигель, Фрэнсис Томелти | 5 августа 2008               | 3.94 млн |
| Британский танк времён Первой мировой войны, содержащий обгоревшие останки шести тел, был обнаружен во Франции, когда группа археологов раскрыла ещё одну интересную тайну. Танк находился в земле с 1917 года, и это открытие разжигает международную археологическую вражду между профессором Джиллиан Мэгвильд и её немецким коллегой доктором Беккером, в то время как французский чиновник-бюрократ г-н Люк изо всех сил пытается оставаться нейтральным.                                     |                        |              |                   | |                              |          |
| 06 | «За проблеском»        | Мэтью Грэхэм | Иэн Б. МакДональд | Джереми Буллок, Декстер Флетчер, Тобайас Мензис, Вики Холл, Фрэнсис Томелти, Рик Уорден, Дэвид Оукс                            | 12 августа 2008              | 4.38 млн |
| Профессор Джиллиан Мэгвильд рискует своей репутацией, дружбой и даже жизнью в поисках своей глубочайшей навязчивой идеи, Экскалибура, величайшего меча в истории, в заключительном эпизоде сериала. Эта навязчивая идея пропитана легендами о короле Артуре и поэзией Теннисона и свела с ума мать Джиллиан, Карен. Теперь Джиллиан нужно завершить свои поиски. Она должна примириться со своими отношениями с Вив и таинственным человеком, который пытался связаться с ней, Генри Тимбердайном. |                        |              |                   | |                              |          |

## Рейтинги
По неофициальным данным, первую серию сериала посмотрели 6,8 миллиона зрителей, что составляет 31 % аудитории. Статистика снизилась до 5,2 миллиона зрителей с долей 24,3 % на второй неделе и 4,6 миллиона с долей 21 % на третьей неделе. На четвёртой неделе количество зрителей составило 4,2 миллиона, равное 20 % аудитории. На пятой неделе показатель упал до 3,8 миллиона. Финальная серия немного увеличила количество зрителей до 4,3 млн человек.

## Отзывы и критика
Сериал дебютировал с в целом негативными отзывами. Гарет Маклин из «The Guardian» охарактеризовал шоу как «ошеломляюще ужасное», с «убогими персонажами, произносящими ужасные реплики», Дэвид Чейтер из «The Times» счёл его «вздором», Дэвид Чейтер из «The Times» счёл его «вздором», а Томас Сатклифф из «The Independent» назвал сериал смехотворным и полным абсурда, при этом отмечая, что «подход профессора Мэгвильда к археологии нетрадиционен. Ей нравится сидеть на корточках на краю траншеи и настойчиво бормотать: „Давай! Раскрой свои секреты!“» В телепрограмме «Newsnight Review» на BBC Two Кейт Моссе утверждала, что «Раскопки» больше подходят для подростков, в то время как академик и критик Сара Черчвелл заявила, что «игра [была] ужасной» и «верхом глупости»; Джон Муллан также подверг критике абсурдность шоу, заявив, что «настоящая глупость должна иметь свою собственную логику». «New Statesman» охарактеризовал телесериал как «драматическую слизь». Некоторые отзывы были чуть более положительными — Патрисия Винн Дэвис из «The Daily Telegraph» написала, что, хотя в эпизодах не хватало тонкости, у них был «насыщенный событиями финал», а Люси Манган в «The Guardian» раскритиковала шоу как «вопиющую чепуху» и «трескучий мешок безумия» и назвала его персонажей слишком «кричащими», но похвалила Пола Риса и в целом пришла к выводу, что серии «совершенно бредовые, но удивительно удовлетворительные», а, что касается сериала, «вполне оставляет надежду окупиться в течение нескольких недель».
Наряду с по большей части негативными отзывами, академическое сообщество встретило неоднозначную реакцию с различными жалобами на техническую точность. Марк Хортон, научный консультант сериала, ответил на критику в рассылке электронной почты BRITARCH.
Сцена в первом эпизоде, в которой изображено обезглавливание мусульманина христианином-экстремистом, привлекла 100 жалоб. BBC выразила «сожаление», что некоторые зрители сочли сцену «неуместной», но поддержали решение показать её.